# Конкордия (футбольный клуб, Базель)
«Конкордия Базель» (нем. Fussballclub Concordia Basel) — швейцарский футбольный клуб из города Базель. Образован в 1907 году. В настоящее время выступает в Швейцарской Первой лиге, четвёртой лиге в футбольной системе Швейцарии. Домашним стадионом команды служит Ранкхоф, вмещающий 7 600 человек. «Конкордия» является фарм-клубом для «Базеля». 
Единственным титулом команды является победа в кубке Оча, предшественника нынешнего кубка Швейцарии, в 1922 году.

## История
В сентябре 2008 года «Конкордия Базель» стала первым футбольным клубом в Западной Европе, взявшим в свой состав северокорейских игроков, членов национальной сборной Пак Чхоль Рёна и Ким Кук-Джина.